# Edouard Gregoir
Edouard Gregoir (Turnhout, 7 novembre 1822 – Anversa, 26 giugno 1890) è stato un compositore e musicologo belga.

## Biografia
Suo fratello Jacques Mathieu Joseph Gregoir è stato anche lui un musicista e un compositore.
Con suo fratello, studiò pianoforte in Germania a Biberich fino al 1837 con Christian Rummel, che ha diretto l'orchestra del Duke of Nassau’s. 
Successivamente soggiornò a Londra nel 1841, dove effettuò concerti con successo, e l'anno seguente intraprese un tour con le sorelle Milanollo; nel 1847 e nel 1849 molte sue composizioni furono prodotte ad Amsterdam e a Parigi, e dopo un breve periodo di insegnamento alla Normal School di Lier, si stabilì ad Anversa, dove da allora esercitò una forte influenza in materia musicale. 
Dopo aver trascorso qualche anno come concertista di pianoforte, si è dedicato alla composizione e alla letteratura musicale, alle opere di scrittura, alle scene liriche, agli oratori, alla sinfonia Les croisades, a due concerti, a brani per pianoforte, organo e violino, cori e lieder, ecc. È stato autore di un metodo di organo e di una teoria generale della musica. 
Si contraddistinse anche per musiche patriottiche e temi tratti dal folclore.
Ha scritto numerosi trattati riguardanti la storia della musica, tra i quali: Galerie biographique des artistes-musiciens belges du XVIII et XIX siècle, (1862); Les artistes-musiciens néerlaindais, (1864); Panthéon musical populaire, (1877).

## Opere principali

### Saggi
- Essai historique sur la musique et les musiciens dans les Pays-Bas (1861);
- Galerie biographique des artistes-musiciens belges du XVIIIE. et du XIXe. siècle (1862-85);
- Notice sur l'origine du célèbre compositeur Louis van Beethoven (1863);
- Les artistes musiciens neerlandais (1864);
- Histoire de l'orgue, suivie de la biographie des facteurs d'orgue et organistes neerlandais et belges (1865);
- Recherches historiques concertant les journaux de musique depuis les temps les plus réculés jusqu'd nos jours (1872);
- Notice biographique d'Adrien Willaert;
- Les artistes musiciens belges au XIXe. siècle;
- Panthéon musical populaire, (1877);
- Notice biographique sur F.J. Bossé dit Gossec (1878).

### Opere
- Les Croisades, sinfonia storica (Anversa, 1846);
- La Vie, opera (Anversa, 6 febbraio 1848);
- Le Déluge, oratorio sinfonico (Anversa, 31 gennaio 1849);
- De Belgen nel 1848, dramma con ouverture, arie, cori, ecc. (Bruxelles, 1851);
- La dernière nuit du Comte d'Egmont (Bruxelles, 1851);
- Leicester, dramma con musicale (Bruxelles, 13 febbraio 1854);
- Willem Beukels, opera lirica fiamminga (Bruxelles, 21 luglio 1856);
- La Belle Bourbonnaise, opera comica;
- Marguérite, grande opera;
- Due ouverture;
- Canzoni per coro maschile;
- Opere per pianoforte, organo e harmonium.